# Infestation de criquets dans l'Empire ottoman en 1915
 (avril 2020).
Si vous disposez d'ouvrages ou d'articles de référence ou si vous connaissez des sites web de qualité traitant du thème abordé ici, merci de compléter l'article en donnant les références utiles à sa vérifiabilité et en les liant à la section « Notes et références ».
L'infestation de criquets pèlerins dans l'Empire ottoman en 1915 est une invasion de criquets pèlerins survenue de mars à octobre 1915 dans plusieurs régions du proche-Orient.
Des essaims de criquets ont dévasté les cultures et la végétation naturelle en Égypte, en Palestine, au Mont Liban, en Syrie et dans les régions méridionales et occidentales de l'Anatolie.

## Mesures gouvernementales

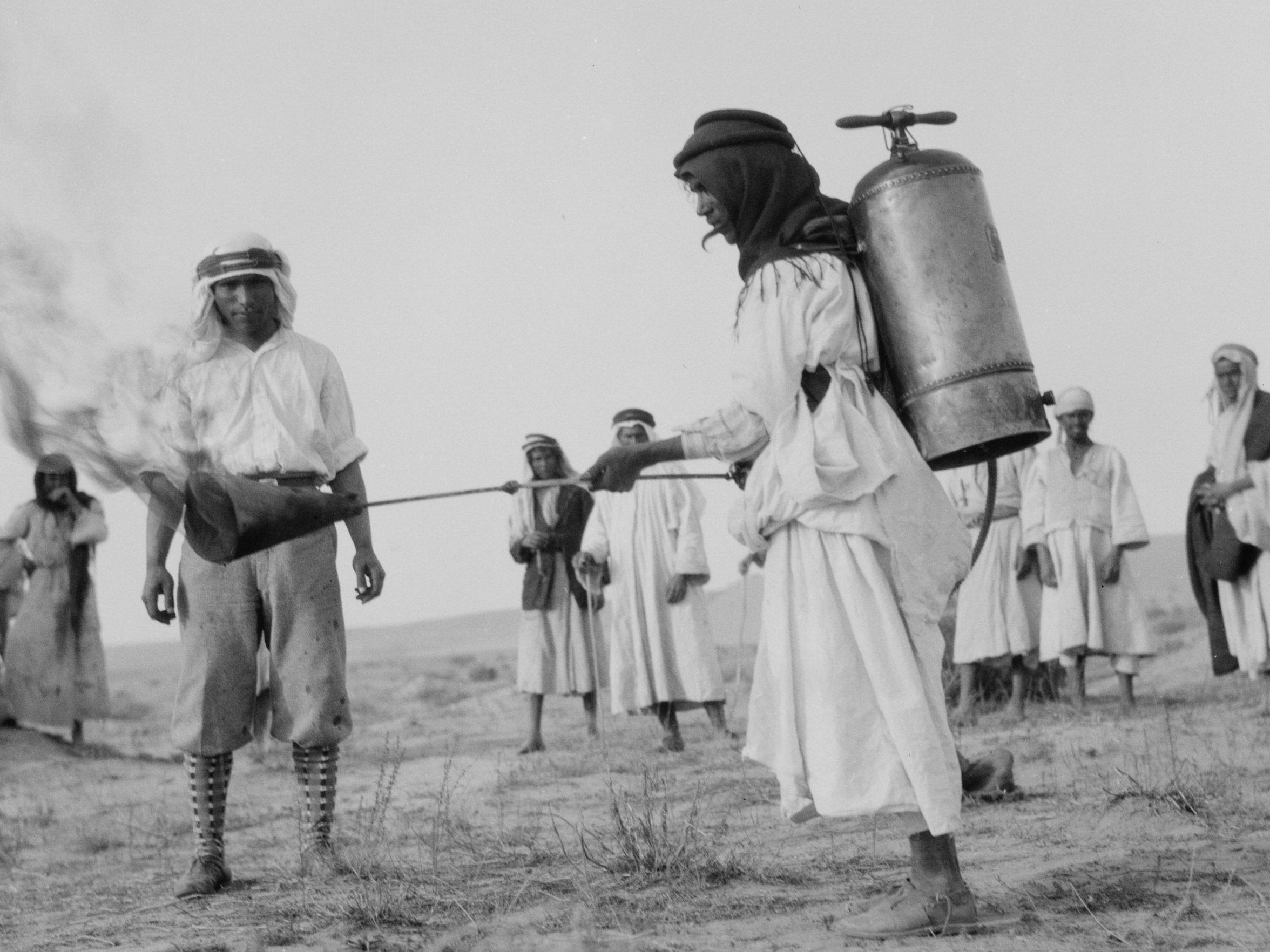
Un lance-flammes portable en préparation pour détruire les criquets en Palestine, 1915

Djemal Pacha, qui était le commandant suprême de la Syrie et de l'Arabie au moment de l'infestation acridienne, a lancé une campagne pour limiter les ravages causés par les insectes.
Midhat Bey, le fonctionnaire désigné pour lutter contre l'infestation, a ainsi incité à promulguer une loi qui obligeait chaque homme âgé de 15 à 60 ans dans les villes à collecter 20 kilogrammes d’œufs de criquets ou à payer une amende équivalant à 5 €. Le New York Times a rapporté que cette loi était strictement appliquée. Ils ont déclaré que les personnes qui ne respectaient pas la loi risquaient de voir leur entreprise fermée. 800 personnes avaient payé l'amende au 21 novembre 1915.

## Conséquences

### Au Liban
Les essaims de criquets dans la région en 1915 ont, pendant trois mois consécutifs, dévoré les cultures.
L'infestation a ainsi aggravé la grande famine du Mont-Liban qui a causé la mort de près de la moitié des habitants du Moutassarifat du Mont-Liban (une subdivision semi-autonome de l'Empire ottoman et le précurseur du Liban), de faim et de maladie entre 1915 et 1918.
Les principales causes de la famine étaient le blocus des Alliés ainsi que les réquisitions des denrées par Djemal Pacha, le commandant de la quatrième armée de l'Empire ottoman en Syrie ; l'approvisionnement était ainsi impossible par voie maritime du fait du blocus, et par voie terrestre du fait de l'interdiction de faire entrer de la nourriture de l'arrière-pays syrien voisin dans le Mont Liban. La famine a été provoquée par une convergence des facteurs politiques et environnementaux moderne.

### En Syrie
L'historien Zachary J. Foster soutient que l'ampleur de l'attaque était bien pire que tout ce que la Syrie avait vu depuis de nombreuses décennies. Il a en outre suggéré qu'un pourcentage énorme des principales denrées alimentaires et sources de revenus de la région, y compris les fruits, les légumes, les légumineuses, le fourrage et une petite mais non négligeable quantité de céréales, étaient dévorés par les criquets. « L'attaque a réduit la récolte d'hiver de 1915 (blé et orge) de 10 à 15 % », a-t-il noté, « et a complètement détruit les récoltes d'été et d'automne de 1915 (fruits et légumes), dans des fourchettes variant de 60 à 100 %, selon la culture ». La destruction des récoltes a entraîné plusieurs augmentations du prix des aliments. Le 25 avril 1915, le New York Times décrit les augmentations de prix : « La farine coûte 15 $ le sac. Les pommes de terre sont six fois plus chères que le prix ordinaire. Le sucre et le pétrole ne sont pas recyclables et l'argent a cessé de circuler ».

### En Palestine
Cette infestation a gravement compromis l'approvisionnement alimentaire déjà épuisé de la région et a accentué la misère de tous les Jérusalemites.

## Réactions
Dans les communautés juives, beaucoup de gens croyaient que la prière et la pétition étaient nécessaires pour mettre fin à l'invasion, car ils considéraient l'essaim de criquets comme une punition divine pour leurs péchés. Le rabbin A.M. Luntz, qui a observé le développement de l'infestation, a déclaré que le « Badatz a décrété que le lendemain il devrait y avoir un Taanit Tzibbur et que toute la journée devrait être une de seli'hot, de prière et de pétition. Après quelques jours, les criquets ont quitté la Terre », ce qu'on en fait ces insectes après avoir fini de se nourrir. Cependant, pendant la durée de leur nidification, les populations de criquets se sont reconstituées avec de nouvelles larves.